# Nichollsia kashiense
Nichollsia kashiense är en kräftdjursart som beskrevs av Goverdhan Lal Chopra och Tiwari 1950. Nichollsia kashiense ingår i släktet Nichollsia och familjen Hypsimetopidae. Inga underarter finns listade i Catalogue of Life.